# Tour of Oman 2018
Il Tour of Oman 2018, nona edizione della corsa, valevole come evento dell'UCI Asia Tour 2018 categoria 2.HC, si svolse in sei tappe dal 13 al 18 febbraio 2018 su un percorso di 914,5 km, con partenza da Nizwa e arrivo a Matrah Corniche, in Oman. La vittoria fu appannaggio del kazako Aleksej Lucenko, che completò il percorso in 22h49'50" precedendo il colombiano Miguel Ángel López e lo spagnolo Gorka Izagirre.
Al traguardo di Matrah Corniche 116 ciclisti, su 126 partiti da Nizwa, portarono a termine la competizione.

## Tappe
| Tappa  | Data        | Percorso                                          | km    | Vincitore di tappa  | Leader cl. generale |
| ------ | ----------- | ------------------------------------------------- | ----- | ------------------- | ------------------- |
| 1ª     | 13 febbraio | Nizwa > Sultan Qaboos University                  | 162,5 | Bryan Coquard       | Bryan Coquard       |
| 2ª     | 14 febbraio | Sultan Qaboos University > Al Bustan              | 167,5 | Nathan Haas         | Nathan Haas         |
| 3ª     | 15 febbraio | German University of Technology > Wadi Dayqah Dam | 179,5 | Greg Van Avermaet   | Greg Van Avermaet   |
| 4ª     | 16 febbraio | Yiti > Ministry of Tourism                        | 117,5 | Magnus Cort Nielsen | Greg Van Avermaet   |
| 5ª     | 17 febbraio | Samail > Jabal Al Akhdar                          | 152   | Miguel Ángel López  | Aleksej Lucenko     |
| 6ª     | 18 febbraio | Al Mouj Muscat > Matrah Corniche                  | 135,5 | Alexander Kristoff  | Aleksej Lucenko     |
| Totale | Totale      | Totale                                            | 914,5 |                     |                     |

## Squadre e corridori partecipanti
| N.    | Cod. | Squadra             |
| ----- | ---- | ------------------- |
| 1-7   | BMC  | BMC Racing Team     |
| 11-17 | UAD  | UAE Team Emirates   |
| 21-27 | TBM  | Bahrain-Merida      |
| 31-37 | AST  | Astana Pro Team     |
| 41-47 | DDD  | Team Dimension Data |
| 51-57 | SUN  | Team Sunweb         |
| 61-67 | COF  | Cofidis             |
| 71-77 | TFS  | Trek-Segafredo      |
| 81-87 | QST  | Quick-Step Floors   |

| N.      | Cod. | Squadra                     |
| ------- | ---- | --------------------------- |
| 91-97   | VCC  | Vital Concept Cycling Club  |
| 101-107 | TKA  | Team Katusha Alpecin        |
| 111-117 | SVB  | Sport Vlaanderen-Baloise    |
| 121-127 | FST  | Team Fortuneo-Samsic        |
| 131-137 | WGG  | Wanty-Groupe Gobert         |
| 141-147 | ABS  | Aqua Blue Sport             |
| 151-157 | RNL  | Roompot-Nederlandse Loterij |
| 161-167 | CJR  | Caja Rural-Seguros RGA      |
| 171-177 | RLY  | Rally Cycling               |

## Dettagli delle tappe

### 1ª tappa
- 13 febbraio: Nizwa > Sultan Qaboos University – 162,5 km

Risultati
| Pos. | Corridore       | Squadra       | Tempo    |
| ---- | --------------- | ------------- | -------- |
| 1    | Bryan Coquard   | Vital Concept | 3h58'41" |
| 2    | Mark Cavendish  | Dimension     | s.t.     |
| 3    | Giacomo Nizzolo | Trek          | s.t.     |

| Pos. | Corridore           | Squadra       | Tempo    |
| ---- | ------------------- | ------------- | -------- |
| 1    | Bryan Coquard       | Vital Concept | 3h58'31" |
| 2    | Mark Cavendish      | Dimension     | a 4"     |
| 3    | Pierre-Luc Périchon | Fortuneo      | s.t.     |

### 2ª tappa
- 14 febbraio: Sultan Qaboos University > Al Bustan – 167,5 km

Risultati
| Pos. | Corridore         | Squadra | Tempo    |
| ---- | ----------------- | ------- | -------- |
| 1    | Nathan Haas       | Katusha | 4h22'15" |
| 2    | Greg Van Avermaet | BMC     | s.t.     |
| 3    | Aleksej Lucenko   | Astana  | s.t.     |

| Pos. | Corridore         | Squadra | Tempo    |
| ---- | ----------------- | ------- | -------- |
| 1    | Nathan Haas       | Katusha | 8h20'46" |
| 2    | Greg Van Avermaet | BMC     | a 4"     |
| 3    | Aleksej Lucenko   | Astana  | a 6"     |

### 3ª tappa
- 15 febbraio: German University of Technology > Wadi Dayqah Dam – 179,5 km

Risultati
| Pos. | Corridore         | Squadra | Tempo    |
| ---- | ----------------- | ------- | -------- |
| 1    | Greg Van Avermaet | BMC     | 4h36'04" |
| 2    | Rui Costa         | UAE     | a 3"     |
| 3    | Aleksej Lucenko   | Astana  | s.t.     |

| Pos. | Corridore         | Squadra | Tempo     |
| ---- | ----------------- | ------- | --------- |
| 1    | Greg Van Avermaet | BMC     | 12h56'44" |
| 2    | Aleksej Lucenko   | Astana  | a 11"     |
| 3    | Nathan Haas       | Katusha | a 13"     |

### 4ª tappa
- 16 febbraio: Yiti > Ministry of Tourism – 117,5 km

Risultati
| Pos. | Corridore           | Squadra      | Tempo    |
| ---- | ------------------- | ------------ | -------- |
| 1    | Magnus Cort Nielsen | Astana       | 2h57'36" |
| 2    | Giovanni Visconti   | Bahrain-Mer. | s.t.     |
| 3    | Alberto Bettiol     | BMC          | s.t.     |

| Pos. | Corridore         | Squadra | Tempo     |
| ---- | ----------------- | ------- | --------- |
| 1    | Greg Van Avermaet | BMC     | 15h54'20" |
| 2    | Aleksej Lucenko   | Astana  | a 9"      |
| 3    | Nathan Haas       | Katusha | a 13"     |

### 5ª tappa
- 17 febbraio: Samail > Jabal Al Akhdar – 152 km

Risultati
| Pos. | Corridore          | Squadra | Tempo    |
| ---- | ------------------ | ------- | -------- |
| 1    | Miguel Ángel López | Astana  | 3h43'58" |
| 2    | Aleksej Lucenko    | Astana  | s.t.     |
| 3    | Jesús Herrada      | Cofidis | a 12"    |

| Pos. | Corridore          | Squadra      | Tempo     |
| ---- | ------------------ | ------------ | --------- |
| 1    | Aleksej Lucenko    | Astana       | 19h38'21" |
| 2    | Miguel Ángel López | Astana       | a 11"     |
| 3    | Gorka Izagirre     | Bahrain-Mer. | a 28"     |

### 6ª tappa
- 18 febbraio: Al Mouj Muscat > Matrah Corniche – 135,5 km

Risultati
| Pos. | Corridore          | Squadra       | Tempo    |
| ---- | ------------------ | ------------- | -------- |
| 1    | Alexander Kristoff | Katusha       | 3h11'29" |
| 2    | Bryan Coquard      | Vital Concept | s.t.     |
| 3    | Giacomo Nizzolo    | Trek          | s.t.     |

| Pos. | Corridore          | Squadra      | Tempo     |
| ---- | ------------------ | ------------ | --------- |
| 1    | Aleksej Lucenko    | Astana       | 22h49'50" |
| 2    | Miguel Ángel López | Astana       | a 11"     |
| 3    | Gorka Izagirre     | Bahrain-Mer. | a 28"     |

## Evoluzione delle classifiche
| Tappa              | Vincitore           | Classifica generale Maglia rossa | Classifica a punti Maglia verde | Classifica giovani Maglia bianca | Classifica combattività | Classifica a squadre |
| ------------------ | ------------------- | -------------------------------- | ------------------------------- | -------------------------------- | ----------------------- | -------------------- |
| 1ª                 | Bryan Coquard       | Bryan Coquard                    | Bryan Coquard                   | Maxime Farazijn                  | Maxime Farazijn         | Team Katusha Alpecin |
| 2ª                 | Nathan Haas         | Nathan Haas                      | Nathan Haas                     | Merhawi Kudus                    | Loïc Chetout            | Astana Pro Team      |
| 3ª                 | Greg Van Avermaet   | Greg Van Avermaet                | Greg Van Avermaet               | Odd Christian Eiking             | Loïc Chetout            | Astana Pro Team      |
| 4ª                 | Magnus Cort Nielsen | Greg Van Avermaet                | Greg Van Avermaet               | Miguel Ángel López               | Loïc Chetout            | Astana Pro Team      |
| 5ª                 | Miguel Ángel López  | Aleksej Lucenko                  | Greg Van Avermaet               | Miguel Ángel López               | Loïc Chetout            | Astana Pro Team      |
| 6ª                 | Alexander Kristoff  | Aleksej Lucenko                  | Nathan Haas                     | Miguel Ángel López               | Loïc Chetout            | Astana Pro Team      |
| Classifiche finali | Classifiche finali  | Aleksej Lucenko                  | Nathan Haas                     | Miguel Ángel López               | Loïc Chetout            | Astana Pro Team      |

## Classifiche finali

### Classifica generale - Maglia rossa
| Pos. | Corridore          | Squadra      | Tempo     |
| ---- | ------------------ | ------------ | --------- |
| 1    | Aleksej Lucenko    | Astana       | 22h49'50" |
| 2    | Miguel Ángel López | Astana       | a 11"     |
| 3    | Gorka Izagirre     | Bahrain-Mer. | a 28"     |
| 4    | Jesús Herrada      | Cofidis      | a 30"     |
| 5    | Nathan Haas        | Katusha      | a 32"     |
| 6    | Dries Devenyns     | Quick-Step   | a 1'05"   |
| 7    | Daniel Navarro     | Cofidis      | a 1'14"   |
| 8    | O. K. Eiking       | Wanty        | a 1'24"   |
| 9    | Merhawi Kudus      | Dimension    | a 1'29"   |
| 10   | Rui Costa          | UAE          | a 1'37"   |

### Classifica a punti - Maglia verde
| Pos. | Corridore           | Squadra       | Punti |
| ---- | ------------------- | ------------- | ----- |
| 1    | Nathan Haas         | Katusha       | 38    |
| 2    | Greg Van Avermaet   | BMC           | 37    |
| 3    | Aleksej Lucenko     | Astana        | 32    |
| 4    | Magnus Cort Nielsen | Astana        | 29    |
| 5    | Bryan Coquard       | Vital Concept | 27    |

### Classifica giovani - Maglia bianca
| Pos. | Corridore      | Squadra   | Tempo     |
| ---- | -------------- | --------- | --------- |
| 1    | M. Á. López    | Astana    | 22h50'01" |
| 2    | O. K. Eiking   | Wanty     | a 1'13"   |
| 3    | Merhawi Kudus  | Dimension | a 1'18"   |
| 4    | Daniel Pearson | Aqua Blue | a 1'43"   |
| 5    | Fabien Doubey  | Wanty     | a 1'51"   |

### Classifica combattività - Maglia oro
| Pos. | Corridore           | Squadra    | Punti |
| ---- | ------------------- | ---------- | ----- |
| 1    | Loïc Chetout        | Cofidis    | 15    |
| 2    | Fabricio Ferrari    | Caja Rural | 7     |
| 3    | Pierre-Luc Périchon | Fortuneo   | 6     |
| 4    | Benjamin Declercq   | Sport Vl.  | 5     |
| 5    | Nick Schultz        | Caja Rural | 5     |

### Classifica a squadre
| Pos. | Squadra           | Tempo     |
| ---- | ----------------- | --------- |
| 1    | Astana Pro Team   | 68h33'26" |
| 2    | Bahrain-Merida    | a 58"     |
| 3    | Cofidis           | a 1'07"   |
| 4    | Quick-Step Floors | a 5'58"   |
| 5    | Trek-Segafredo    | a 6'42"   |